# Augusto Lima
Augusto César de Lima Brito (* 17. September 1991 in Rio de Janeiro) ist ein brasilianischer Basketballspieler. Seine bevorzugte Position ist die des Power Forwards.

## Laufbahn
Augusto Lima begann seine Laufbahn in der Jugend von Fluminense Rio de Janeiro. Von dort wechselte er zu Franca BC, bevor er im Jahr 2007, im Alter von 16 Jahren, vom spanischen Klub Unicaja Málaga unter Vertrag genommen wurde. Bei den Andalusiern bestritt er zwei Saisons in der U-18-Mannschaft des Vereins und gewann sowohl 2007/08 als auch 2008/09 die spanische Juniorenmeisterschaft.
Am 14. Oktober 2009 feierte er gegen Bàsquet Manresa schließlich sein Debüt in der Liga ACB. Bereits bei seinem ersten Einsatz war der damals 18-jährige Brasilianer mit 11 Punkten und 5 Rebounds eine der Stützen seiner Mannschaft. Am 5. November 2009 brachte es Augusto Lima gegen Anadolu Efes SK auch auf sein erstes Spiel in der EuroLeague. Insgesamt kam Augusto Lima in der Saison 2009/10 auf 17 Einsätze im Profikader der Andalusier, parallel dazu spielte er jedoch auch für das Filialteam CB Axarquía. Auch in der darauffolgenden Spielzeit kam er auf sowohl im A-Kader als auch für CB Axarquía zum Einsatz, bevor er Ende Januar 2011 auf Leihbasis zu CB Granada wechselte und es dort auf 14 Spiele in der Liga ACB brachte. Ab der Saison 2011/12 ging er endgültig in den Profikader von Unicaja Málaga über, kam jedoch ebenso wie 2012/13 mit seiner Mannschaft nicht über den neunten Platz in der Meisterschaft hinaus. Im Sommer 2013 wechselte Augusto Lima zum Ligakonkurrenten CB Murcia und etablierte sich dort auf Anhieb als Stütze seiner Mannschaft. Die Saisons 2013/14 und 2014/15 beendete er jeweils mit durchschnittlich 10,3 Punkten und 7 Rebounds pro Spiel. Im Sommer 2015 verkündete der Klub den Transfer von Augusto Lima zu Real Madrid, Teil des Übereinkommens war jedoch, dass der Brasilianer die erste Saisonhälfte 2015/16 in den Reihen von CB Murcia bestreitet. Am 25. Januar 2016 wechselte Augusto Lima schließlich zu Real Madrid, wo er einen bis zum Sommer 2018 laufenden Vertrag unterzeichnete.

### Nationalmannschaft
Augusto Lima bestritt im Jahr 2007 mit der U-17-Nationalmannschaft Brasiliens die Südamerikameisterschaft und belegte mit seinem Team den vierten Platz.
Sein erstes Turnier in den Reihen der A-Nationalmannschaft war die Basketball-Amerikameisterschaft 2011, bei der seine Auswahl erst im Endspiel mit 75:80 an Argentinien scheiterte. In den Jahren 2012 und 2014 stand er im Aufgebot der Brasilianer für die Basketball-Südamerikameisterschaft und belegte den vierten bzw. dritten Rang. Bei den Panamerikanischen Spielen 2015 in Toronto holte Lima mit seiner Mannschaft durch ein 86:71 im Endspiel gegen Kanada die Goldmedaille. Lima brachte es im Laufe des Turniers auf 11 Punkte und 7,4 Rebounds pro Spiel.

## Erfolge und Ehrungen
Unicaja Málaga
- Spanische U-18-Meisterschaft: 2007/08, 2008/09

Brasilianische Nationalmannschaft
- Panamerikanische Spiele 2015: Gold
- Basketball-Südamerikameisterschaft 2014: Bronze
- Basketball-Amerikameisterschaft 2011: Silber